# 유럽 고속도로 763호선
유럽 고속도로 763호선(European Route E763)은 세르비아 베오그라드에서 몬테네그로 리바레비나까지 이어주는 총 연장이 348 km인 B클래스급 고속도로이다.

## 주요 경유지
- 세르비아
  - 베오그라드 : 유럽 고속도로 70호선, 유럽 고속도로 75호선
  - 차차크 : 유럽 고속도로 761호선
  - 노바바로시(영어판)
- 몬테네그로
  - 비옐로폴레
  - 리바레비나(영어판) : 유럽 고속도로 65호선, 유럽 고속도로 80호선